# Serie B 1921-1922
La Serie B 1921-1922 è stata la 22ª edizione del campionato svizzero di calcio di Serie B (seconda divisione). La squadra vincitrice è stata il Concordia Basilea.

## Squadre partecipanti
| Club                      | Stagione | Città      | Stadio                 | Stagione precedente                              |
| ------------------------- | -------- | ---------- | ---------------------- | ------------------------------------------------ |
| Amicale Abattoirs Ginevra | dettagli | Ginevra    | ...                    | 4º posto del Gruppo Ovest 1 di Serie B 1920-1921 |
| Club Athletique Ginevra   | dettagli | Ginevra    | Stade de la Fontenette | 6º posto del Gruppo Ovest 1 di Serie B 1920-1921 |
| Charmilles                | dettagli | Ginevra    | ...                    | 6º posto in Serie B 1920-1921                    |
| Etoile Sportive           | dettagli | Carouge    | ...                    | 2º posto del Gruppo Ovest 1 di Serie B 1920-1921 |
| Ginevra                   | dettagli | Ginevra    | ...                    | 5º posto del Gruppo Ovest 1 di Serie B 1920-1921 |
| Saint-Jean                | dettagli | Saint-Jean | ...                    | 6º posto in Serie B 1920-1921                    |
| Servette (II)             | dettagli | Ginevra    | Stade des Charmilles   | 3º posto del Gruppo Ovest 1 di Serie B 1920-1921 |
| Urania Ginevra            | dettagli | Ginevra    | Stade de Frontenex     | 1º posto del Gruppo Ovest 1 di Serie B 1920-1921 |

### Classifica finale
|  | Pos. | Squadra                   | Pt | G  | V | N | P | GF | GS | DR |
|  | ---- | ------------------------- | -- | -- | - | - | - | -- | -- | -- |
|  | 1.   | Étoile Carouge            |    | 14 |   |   |   |    |    | +  |
|  | 2.   | Servette (II)             |    | 14 |   |   |   |    |    | +  |
|  | 3.   | Amicale Abattoirs Ginevra |    | 14 |   |   |   |    |    | +  |
|  | 4.   | Club Athletique Ginevra   |    | 14 |   |   |   |    |    | +  |
|  | 5.   | Urania Ginevra            |    | 14 |   |   |   |    |    | -  |
|  | 6.   | Saint-Jean                |    | 14 |   |   |   |    |    | -  |
|  | 7.   | Ginevra                   |    | 14 |   |   |   |    |    | -  |
|  | 8.   | Charmilles                |    | 14 |   |   |   |    |    | -  |

Legenda:

      Ammesso alla finale per la promozione in Serie A 1923-1924.
      Retrocesso in Serie B 1923-1924.
Note:

Due punti a vittoria, uno a pareggio, zero a sconfitta.

## Risultati

### Calendario
| andata (1ª) | andata (1ª) | 1ª giornata               | ritorno (8ª) | ritorno (8ª) |
|             |             |                           |              |              |
| 9 ott.      | 3-1         | Charmilles-Ginevra (II)   | 2-1          | 19 mar.      |
| 9 ott.      | 3-2         | Servette (II)-Etoile      | -            | 19 mar.      |
| 9 ott.      | 9-0         | Urania-Club Athletique    | -            | 19 mar.      |
| 9 set.      | -           | Amicale Abattoirs-St.Jean | -            | 27 gen.      |

| andata (2ª) | andata (2ª) | 2ª giornata                | ritorno (9ª) | ritorno (9ª) |
|             |             |                            |              |              |
| 16 ott.     | 2-1         | Servette (II)-Ginevra (II) | 1-0          | 19 feb.      |
| 30 ott.     | 4-1         | Etoile-Amicale Abattoirs   | 2-3          | 12 mar.      |
| 30 ott.     | -           | Club Athletique-St.Jean    | -            | 12 mar.      |
| 30 ott.     | -           | Urania-Charmilles          | 5-1          | 12 feb.      |

| andata (1ª) | andata (1ª) | 1ª giornata               | ritorno (8ª) | ritorno (8ª) |
|             |             |                           |              |              |
| 9 ott.      | 3-1         | Charmilles-Ginevra (II)   | 2-1          | 19 mar.      |
| 9 ott.      | 3-2         | Servette (II)-Etoile      | -            | 19 mar.      |
| 9 ott.      | 9-0         | Urania-Club Athletique    | -            | 19 mar.      |
| 9 set.      | -           | Amicale Abattoirs-St.Jean | -            | 27 gen.      |

| andata (2ª) | andata (2ª) | 2ª giornata                | ritorno (9ª) | ritorno (9ª) |
|             |             |                            |              |              |
| 16 ott.     | 2-1         | Servette (II)-Ginevra (II) | 1-0          | 19 feb.      |
| 30 ott.     | 4-1         | Etoile-Amicale Abattoirs   | 2-3          | 12 mar.      |
| 30 ott.     | -           | Club Athletique-St.Jean    | -            | 12 mar.      |
| 30 ott.     | -           | Urania-Charmilles          | 5-1          | 12 feb.      |

| andata (3ª) | andata (3ª) | 3ª giornata                    | ritorno (10ª) | ritorno (10ª) |
|             |             |                                |               |               |
| 23 ott.     | 1-0         | Servette (II)-Club Athletique  | 8-1           | 12 mar.       |
| 23 ott.     | 5-0         | Urania-St.Jean                 | -             | 12 mar.       |
| 4 dic.      | 2-2         | Ginevra (II)-Amicale Abattoirs | -             | 12 mar.       |
| 4 dic.      | -           | Charmilles-Etoile              | -             | 12 mar.       |

| andata (4ª) | andata (4ª) | 4ª giornata                  | ritorno (11ª) | ritorno (11ª) |
|             |             |                              |               |               |
| 30 ott.     | 2-0         | Ginevra (II)-Club Athletique | -             | 16 feb.       |
| 30 ott.     | 2-0         | Servette (II)-Urania         | 3-1           | 5 feb.        |
| 30 ott.     | -           | Charmilles-Amicale Abattoirs | -             | 5 feb.        |
| 30 ott.     | -           | Etoile-St.Jean               | -             | 5 feb.        |

| andata (3ª) | andata (3ª) | 3ª giornata                    | ritorno (10ª) | ritorno (10ª) |
|             |             |                                |               |               |
| 23 ott.     | 1-0         | Servette (II)-Club Athletique  | 8-1           | 12 mar.       |
| 23 ott.     | 5-0         | Urania-St.Jean                 | -             | 12 mar.       |
| 4 dic.      | 2-2         | Ginevra (II)-Amicale Abattoirs | -             | 12 mar.       |
| 4 dic.      | -           | Charmilles-Etoile              | -             | 12 mar.       |

| andata (4ª) | andata (4ª) | 4ª giornata                  | ritorno (11ª) | ritorno (11ª) |
|             |             |                              |               |               |
| 30 ott.     | 2-0         | Ginevra (II)-Club Athletique | -             | 16 feb.       |
| 30 ott.     | 2-0         | Servette (II)-Urania         | 3-1           | 5 feb.        |
| 30 ott.     | -           | Charmilles-Amicale Abattoirs | -             | 5 feb.        |
| 30 ott.     | -           | Etoile-St.Jean               | -             | 5 feb.        |

| andata (5ª) | andata (5ª) | 5ª giornata                     | ritorno (12ª) | ritorno (12ª) |
|             |             |                                 |               |               |
| 13 nov.     | 4-0         | Urania (II)-Ginevra (II)        | 2-0           | 12 mar.       |
| 19 dic.     | 2-6         | Amicale Abattoirs-Servette (II) | -             | 12 mar.       |
| 9 gen.      | 4-3         | Etoile-Club Athletique          | -             | 12 mar.       |
| 9 gen.      | -           | Charmilles-St.Jean              | 1-3           | 12 mar.       |

| andata (6ª) | andata (6ª) | 6ª giornata                       | ritorno (13ª) | ritorno (13ª) |
|             |             |                                   |               |               |
| 20 nov.     | 1-0         | Amicale Abattoirs-Club Athletique | -             | 2 mar.        |
| 20 nov.     | 0-0         | Urania (II)-Etoile Sportive       | 0-1           | 19 mar.       |
| 4 dic.      | 3-0         | Servette (II)-Charmilles          | -             | 19 mar.       |
| 4 dic.      | -           | Ginevra (II)-St.Jean              | -             | 19 mar.       |

| andata (5ª) | andata (5ª) | 5ª giornata                     | ritorno (12ª) | ritorno (12ª) |
|             |             |                                 |               |               |
| 13 nov.     | 4-0         | Urania (II)-Ginevra (II)        | 2-0           | 12 mar.       |
| 19 dic.     | 2-6         | Amicale Abattoirs-Servette (II) | -             | 12 mar.       |
| 9 gen.      | 4-3         | Etoile-Club Athletique          | -             | 12 mar.       |
| 9 gen.      | -           | Charmilles-St.Jean              | 1-3           | 12 mar.       |

| andata (6ª) | andata (6ª) | 6ª giornata                       | ritorno (13ª) | ritorno (13ª) |
|             |             |                                   |               |               |
| 20 nov.     | 1-0         | Amicale Abattoirs-Club Athletique | -             | 2 mar.        |
| 20 nov.     | 0-0         | Urania (II)-Etoile Sportive       | 0-1           | 19 mar.       |
| 4 dic.      | 3-0         | Servette (II)-Charmilles          | -             | 19 mar.       |
| 4 dic.      | -           | Ginevra (II)-St.Jean              | -             | 19 mar.       |

| \| andata (7ª) \| andata (7ª) \| 7ª giornata \| ritorno (14ª) \| ritorno (14ª) \| \| \| \| \| \| \| \| 27 nov. \| 5-0 \| Charmilles-Club Athletique \| - \| 9 mar. \| \| 27 nov. \| 7-0 \| Servette (II)-St.Jean \| 8-0 \| 12 feb. \| \| 27 nov. \| 5-1 \| Urania-Amicale Abattoirs \| - \| 12 feb. \| \| 27 nov. \| - \| Ginevra (II)-Etoile \| - \| 12 feb. \| |             |                            |               |               |
| andata (7ª) | andata (7ª) | 7ª giornata                | ritorno (14ª) | ritorno (14ª) |
| |             |                            |               |               |
| 27 nov. | 5-0         | Charmilles-Club Athletique | -             | 9 mar.        |
| 27 nov. | 7-0         | Servette (II)-St.Jean      | 8-0           | 12 feb.       |
| 27 nov. | 5-1         | Urania-Amicale Abattoirs   | -             | 12 feb.       |
| 27 nov. | -           | Ginevra (II)-Etoile        | -             | 12 feb.       |

| andata (7ª) | andata (7ª) | 7ª giornata                | ritorno (14ª) | ritorno (14ª) |
|             |             |                            |               |               |
| 27 nov.     | 5-0         | Charmilles-Club Athletique | -             | 9 mar.        |
| 27 nov.     | 7-0         | Servette (II)-St.Jean      | 8-0           | 12 feb.       |
| 27 nov.     | 5-1         | Urania-Amicale Abattoirs   | -             | 12 feb.       |
| 27 nov.     | -           | Ginevra (II)-Etoile        | -             | 12 feb.       |

## Squadre partecipanti
| Club                 | Stagione | Città    | Stadio                 | Stagione precedente                              |
| -------------------- | -------- | -------- | ---------------------- | ------------------------------------------------ |
| Concordia Yverdon    | dettagli | Yverdon  | Concordia Parc         | 1º posto del Gruppo Ovest 2 di Serie B 1920-1921 |
| Forward Morges       | dettagli | Morges   | Stade de la Fontenette | 3º posto del Gruppo Ovest 2 di Serie B 1920-1921 |
| Losanna (II)         | dettagli | Losanna  | Stade de la Pontaise   | 6º posto del Gruppo Ovest 2 di Serie B 1920-1921 |
| Montchoisi           | dettagli | Losanna  |                        | 5º posto del Gruppo Ovest 2 di Serie B 1920-1921 |
| Montreux-Sports (II) | dettagli | Montreux | Stade des Charmilles   | 7º posto del Gruppo Ovest 2 di Serie B 1920-1921 |
| Signal Losanna (II)  | dettagli | Losanna  |                        | 4º posto del Gruppo Ovest 2 di Serie B 1920-1921 |
| Vevey (II)           | dettagli | Vevey    |                        | 2º posto del Gruppo Ovest 2 di Serie B 1920-1921 |
| Vignoble (II)        | dettagli | Cully    |                        | 8º posto del Gruppo Ovest 2 di Serie B 1920-1921 |

### Classifica finale
|  | Pos. | Squadra           | Pt | G  | V | N | P | GF | GS | DR |
|  | ---- | ----------------- | -- | -- | - | - | - | -- | -- | -- |
|  | 1.   | Signal Losanna    |    | 14 |   |   |   |    |    | +  |
|  | 2.   | Forward           |    | 14 |   |   |   |    |    | +  |
|  | 3.   | Concordia Yverdon |    | 14 |   |   |   |    |    | +  |
|  | 4.   | Losanna(II)       |    | 14 |   |   |   |    |    | -  |
|  | 5.   | Vignoble          |    | 14 |   |   |   |    |    | -  |
|  | 6.   | Vevey             |    | 14 |   |   |   |    |    | -  |
|  | 7.   | Montchoisi        |    | 14 |   |   |   |    |    | -  |
|  | 8.   | Montreux-Sports   |    | 14 |   |   |   |    |    | -  |

Legenda:

      Ammesso alla finale per la promozione in Serie A 1923-1924.
      Retrocesso in Serie B 1923-1924.
Note:

Due punti a vittoria, uno a pareggio, zero a sconfitta.

## Risultati

### Calendario
| andata (1ª) | andata (1ª) | 1ª giornata                  | ritorno (8ª) | ritorno (8ª) |
|             |             |                              |              |              |
| 25 set.     | 12-0        | Forward-Montreux-Sports (II) | 6-1          | 12 mar.      |
| 25 set.     | 1-6         | Vignoble-Vevey               | 0-13         | 5 feb.       |
| 25 set.     | -           | Montchoisi-Concordia         | -            | 5 feb.       |
| 25 set.     | -           | Signal-Losanna (II)          | -            | 27 gen.      |

| andata (2ª) | andata (2ª) | 2ª giornata                     | ritorno (9ª) | ritorno (9ª) |
|             |             |                                 |              |              |
| 2 ott.      | 1-0         | Forward-Vevey                   | 1-2          | 19 mar.      |
| 2 ott.      | 1-0         | Montreux-Sports (II)-Montchoisi | -            | 19 mar.      |
| 2 ott.      | 4-0         | Signal-Concordia                | 2-4          | 12 mar.      |
| 2 ott.      | 1-5         | Vignoble-Losanna (II)           | -            | 12 mar.      |

| andata (1ª) | andata (1ª) | 1ª giornata                  | ritorno (8ª) | ritorno (8ª) |
|             |             |                              |              |              |
| 25 set.     | 12-0        | Forward-Montreux-Sports (II) | 6-1          | 12 mar.      |
| 25 set.     | 1-6         | Vignoble-Vevey               | 0-13         | 5 feb.       |
| 25 set.     | -           | Montchoisi-Concordia         | -            | 5 feb.       |
| 25 set.     | -           | Signal-Losanna (II)          | -            | 27 gen.      |

| andata (2ª) | andata (2ª) | 2ª giornata                     | ritorno (9ª) | ritorno (9ª) |
|             |             |                                 |              |              |
| 2 ott.      | 1-0         | Forward-Vevey                   | 1-2          | 19 mar.      |
| 2 ott.      | 1-0         | Montreux-Sports (II)-Montchoisi | -            | 19 mar.      |
| 2 ott.      | 4-0         | Signal-Concordia                | 2-4          | 12 mar.      |
| 2 ott.      | 1-5         | Vignoble-Losanna (II)           | -            | 12 mar.      |

| andata (3ª) | andata (3ª) | 3ª giornata                | ritorno (10ª) | ritorno (10ª) |
|             |             |                            |               |               |
| 9 ott.      | 5-0         | Forward-Signal             | 4-2           | 19 feb.       |
| 9 ott.      | 4-3         | Losanna (II)-Montchoisi    | 2-2           | 12 mar.       |
| 9 ott.      | 7-2         | Vevey-Montreux-Sports (II) | 7-0           | 19 feb.       |
| 9 ott.      | -           | Vignoble-Concordia         | 3-8           | 19 mar.       |

| andata (4ª) | andata (4ª) | 4ª giornata                 | ritorno (11ª) | ritorno (11ª) |
|             |             |                             |               |               |
| 16 ott.     | 5-1         | Montchoisi-Vignable         | 5-1           | 19 feb.       |
| 16 ott.     | 1-0         | Vevey-Losanna (II)          | -             | 19 feb.       |
| 16 ott.     | 5-1         | Signal-Montreux-Sports (II) | 4-0           | 5 feb.        |
| 16 ott.     | -           | Forward-Concordia           | 5-3           | 26 mar.       |

| andata (3ª) | andata (3ª) | 3ª giornata                | ritorno (10ª) | ritorno (10ª) |
|             |             |                            |               |               |
| 9 ott.      | 5-0         | Forward-Signal             | 4-2           | 19 feb.       |
| 9 ott.      | 4-3         | Losanna (II)-Montchoisi    | 2-2           | 12 mar.       |
| 9 ott.      | 7-2         | Vevey-Montreux-Sports (II) | 7-0           | 19 feb.       |
| 9 ott.      | -           | Vignoble-Concordia         | 3-8           | 19 mar.       |

| andata (4ª) | andata (4ª) | 4ª giornata                 | ritorno (11ª) | ritorno (11ª) |
|             |             |                             |               |               |
| 16 ott.     | 5-1         | Montchoisi-Vignable         | 5-1           | 19 feb.       |
| 16 ott.     | 1-0         | Vevey-Losanna (II)          | -             | 19 feb.       |
| 16 ott.     | 5-1         | Signal-Montreux-Sports (II) | 4-0           | 5 feb.        |
| 16 ott.     | -           | Forward-Concordia           | 5-3           | 26 mar.       |

| andata (5ª) | andata (5ª) | 5ª giornata                    | ritorno (12ª) | ritorno (12ª) |
|             |             |                                |               |               |
| 23 ott.     | 2-1         | Concordia-Montreux-Sports (II) | -             | 23 feb.       |
| 30 ott.     | 2-1         | Forward-Losanna (II)           | 1-2           | 5 mar.        |
| 30 ott.     | -           | Signal-Vignable                | 7-1           | 2 apr.        |
| 30 ott.     | -           | Vevey-Montchoisi               | -             | 2 apr.        |

| andata (6ª) | andata (6ª) | 6ª giornata                   | ritorno (13ª) | ritorno (13ª) |
|             |             |                               |               |               |
| 23 ott.     | 10-0        | Forward-Montchoisi            | -             | 2 mar.        |
| 30 ott.     | 2-0         | Montreux-Sports (II)-Vignable | 0-3           | 9 apr.        |
| 30 ott.     | 0-4         | Vevey-Signal                  | -             | 9 apr.        |
| 30 ott.     | -           | Losanna-Concordia             | -             | 9 apr.        |

| andata (5ª) | andata (5ª) | 5ª giornata                    | ritorno (12ª) | ritorno (12ª) |
|             |             |                                |               |               |
| 23 ott.     | 2-1         | Concordia-Montreux-Sports (II) | -             | 23 feb.       |
| 30 ott.     | 2-1         | Forward-Losanna (II)           | 1-2           | 5 mar.        |
| 30 ott.     | -           | Signal-Vignable                | 7-1           | 2 apr.        |
| 30 ott.     | -           | Vevey-Montchoisi               | -             | 2 apr.        |

| andata (6ª) | andata (6ª) | 6ª giornata                   | ritorno (13ª) | ritorno (13ª) |
|             |             |                               |               |               |
| 23 ott.     | 10-0        | Forward-Montchoisi            | -             | 2 mar.        |
| 30 ott.     | 2-0         | Montreux-Sports (II)-Vignable | 0-3           | 9 apr.        |
| 30 ott.     | 0-4         | Vevey-Signal                  | -             | 9 apr.        |
| 30 ott.     | -           | Losanna-Concordia             | -             | 9 apr.        |

| \| andata (7ª) \| andata (7ª) \| 7ª giornata \| ritorno (14ª) \| ritorno (14ª) \| \| \| \| \| \| \| \| 13 nov. \| 8-2 \| Cncordia-Vevey \| 4-2 \| 5 mar. \| \| 13 nov. \| 3-0 \| Losanna (II)-Montreux-Sports (II) \| 5-1 \| 26 feb. \| \| 13 nov. \| 1-6 \| Vignoble-Forward \| - \| 26 feb. \| \| 13 nov. \| - \| Montchoisi-Signal \| 0-2 \| 19 mar. \| |             |                                   |               |               |
| andata (7ª) | andata (7ª) | 7ª giornata                       | ritorno (14ª) | ritorno (14ª) |
| |             |                                   |               |               |
| 13 nov. | 8-2         | Cncordia-Vevey                    | 4-2           | 5 mar.        |
| 13 nov. | 3-0         | Losanna (II)-Montreux-Sports (II) | 5-1           | 26 feb.       |
| 13 nov. | 1-6         | Vignoble-Forward                  | -             | 26 feb.       |
| 13 nov. | -           | Montchoisi-Signal                 | 0-2           | 19 mar.       |

| andata (7ª) | andata (7ª) | 7ª giornata                       | ritorno (14ª) | ritorno (14ª) |
|             |             |                                   |               |               |
| 13 nov.     | 8-2         | Cncordia-Vevey                    | 4-2           | 5 mar.        |
| 13 nov.     | 3-0         | Losanna (II)-Montreux-Sports (II) | 5-1           | 26 feb.       |
| 13 nov.     | 1-6         | Vignoble-Forward                  | -             | 26 feb.       |
| 13 nov.     | -           | Montchoisi-Signal                 | 0-2           | 19 mar.       |

## Finale gruppi ovest 1 e 2
- S'incontrano le due squadre vincenti i rispettivi gironi. (Dato che la partita si è conclusa in pareggio, si è svolta un'altra partita di spareggio.)

|                | Risultato   |                | Luogo e data            |  |
| -------------- | ----------- | -------------- | ----------------------- |  |
| Signal Losanna | 1 - 1 (dts) | Étoile Carouge | Losanna, 15 aprile 1923 |  |
| Étoile Carouge | 2 - 0       | Signal Losanna | Ginevra, 22 aprile 1923 |  |
|                |             |                |                         |  |

## Squadre partecipanti
| Club                 | Stagione | Città      | Stadio | Stagione precedente                                 |
| -------------------- | -------- | ---------- | ------ | --------------------------------------------------- |
| Cantonal Neuchâtel   | dettagli | Neuchâtel  |        | 3º posto del Gruppo Ovest 3 di Serie B 1920-1921    |
| Chatelaine           | dettagli | Chatelaine | ...    | 2º posto del Gruppo Ovest 3 di Serie B 1920-1921    |
| Friburgo             | dettagli | Friborgo   |        | 6º posto del Gruppo Centrale 1 di Serie B 1920-1921 |
| Xamax Neuchâtel (II) | dettagli | Neuchâtel  |        | 1º posto del Gruppo Ovest 3 di Serie B 1920-1921    |

### Classifica finale
|  | Pos. | Squadra             | Pt | G | V | N | P | GF | GS | DR |
|  | ---- | ------------------- | -- | - | - | - | - | -- | -- | -- |
|  | 1.   | Friburgo            | 9  | 6 | 4 | 1 | 1 | 13 | 7  | +6 |
|  | 2.   | Cantonal Neuchâtel  | 7  | 6 | 3 | 1 | 2 | 12 | 13 | -1 |
|  | 3.   | Xamax Neuchâtel     | 7  | 6 |   |   |   |    |    | +  |
|  | 4.   | Chatelaine Recordam | 1  | 6 | 0 | 1 | 5 | -  | -  | -  |

Legenda:

      Ammesso alla finale per la promozione in Serie A 1923-1924.
      Retrocesso in Serie B 1923-1924.
Note:

Due punti a vittoria, uno a pareggio, zero a sconfitta.

## Risultati

### Calendario
| andata (1ª) | andata (1ª) | 1ª giornata              | ritorno (6ª) | ritorno (6ª) |
|             |             |                          |              |              |
| 25 set.     | 1-6         | Cantonal-Xamax           | 1-1          | 4 dic.       |
| 25 set.     | 3-3         | Chatelaine-Friburgo (II) | 1-2          | 4 dic.       |

| andata (2ª) | andata (2ª) | 2ª giornata               | ritorno (7ª) | ritorno (7ª) |
|             |             |                           |              |              |
| 9 ott.      | 3-1         | Friburgo-Cantonal         | 0-2          | 18 dic.      |
| 9 ott.      | 3-2         | Xamax-Chatelaine Recordam | -            | 18 dic.      |

| andata (1ª) | andata (1ª) | 1ª giornata              | ritorno (6ª) | ritorno (6ª) |
|             |             |                          |              |              |
| 25 set.     | 1-6         | Cantonal-Xamax           | 1-1          | 4 dic.       |
| 25 set.     | 3-3         | Chatelaine-Friburgo (II) | 1-2          | 4 dic.       |

| andata (2ª) | andata (2ª) | 2ª giornata               | ritorno (7ª) | ritorno (7ª) |
|             |             |                           |              |              |
| 9 ott.      | 3-1         | Friburgo-Cantonal         | 0-2          | 18 dic.      |
| 9 ott.      | 3-2         | Xamax-Chatelaine Recordam | -            | 18 dic.      |

| \| andata (3ª) \| andata (3ª) \| 3ª giornata \| ritorno (6ª) \| ritorno (6ª) \| \| \| \| \| \| \| \| 16 ott. \| 2-5 \| Chatelaine Recordam-Cantonal \| 1-2 \| 11 dic. \| \| 16 ott. \| 0-4 \| Xamax-Friburgo \| 0-1 \| 11 dic. \| |             |                              |              |              |
| andata (3ª) | andata (3ª) | 3ª giornata                  | ritorno (6ª) | ritorno (6ª) |
| |             |                              |              |              |
| 16 ott. | 2-5         | Chatelaine Recordam-Cantonal | 1-2          | 11 dic.      |
| 16 ott. | 0-4         | Xamax-Friburgo               | 0-1          | 11 dic.      |

| andata (3ª) | andata (3ª) | 3ª giornata                  | ritorno (6ª) | ritorno (6ª) |
|             |             |                              |              |              |
| 16 ott.     | 2-5         | Chatelaine Recordam-Cantonal | 1-2          | 11 dic.      |
| 16 ott.     | 0-4         | Xamax-Friburgo               | 0-1          | 11 dic.      |

## Squadre partecipanti
| Club                   | Stagione | Città             | Stadio                | Stagione precedente                              |
| ---------------------- | -------- | ----------------- | --------------------- | ------------------------------------------------ |
| Étoile-Sporting (II)   | dettagli | La Chaux-de-Fonds | Stade de la Charrière | 1º posto del Gruppo Ovest 4 di Serie B 1920-1921 |
| La Chaux-de-Fonds (II) | dettagli | La Chaux-de-Fonds | Stade de la Charrière | 2º posto del Gruppo Ovest 4 di Serie B 1920-1921 |
| Floria                 | dettagli | La Chaux-de-Fonds | Stade des Pâquerettes | 4º posto del Gruppo Ovest 4 di Serie B 1920-1921 |
| Le Locle-Sports        | dettagli | Le Locle          | Stade des Jeanneret   | 3º posto del Gruppo Ovest 4 di Serie B 1920-1921 |

### Classifica finale
|  | Pos. | Squadra               | Pt | G | V | N | P | GF | GS | DR |
|  | ---- | --------------------- | -- | - | - | - | - | -- | -- | -- |
|  | 1.   | Étoile-Sporting (II)  | 8  | 6 | 3 | 2 | 1 | -  | -  | +  |
|  | 2.   | La Chaux-de-Fonds(II) | 8  | 6 | 4 | 0 | 2 | 9  | 7  | +2 |
|  | 3.   | Le Locle-Sports       | 4  | 6 | 1 | 2 | 3 | -  | -  | +  |
|  | 4.   | Floria                | 4  | 6 | 2 | 0 | 4 | 9  | 13 | -4 |

Legenda:

      Ammesso alla finale per la promozione in Serie A 1923-1924.
      Retrocesso in Serie B 1923-1924.
Note:

Due punti a vittoria, uno a pareggio, zero a sconfitta.

## Spareggio
- S'incontrano le due squadre arrivate a pari punti al primo posto per designare la squadra vincente il gruppo.

|                      | Risultato  |                        | Luogo e data                     |  |
| -------------------- | ---------- | ---------------------- | -------------------------------- |  |
| Étoile-Sporting (II) | 5 - 4(dts) | La Chaux-de-Fonds (II) | La Chaux-de-Fonds, 19 marzo 1922 |  |
|                      |            |                        |                                  |  |

## Risultati

### Calendario
| andata (1ª) | andata (1ª) | 1ª giornata                        | ritorno (4ª) | ritorno (4ª) |
|             |             |                                    |              |              |
| 25 set.     | 2-5         | Floria-Le Locle                    | 4-1          | 19 mar.      |
| ?.          | 1-2         | Etoile (II)-La Chaux-de-Fonds (II) | 4-3          | 11 dic.      |

| andata (2ª) | andata (2ª) | 2ª giornata                   | ritorno (5ª) | ritorno (5ª) |
|             |             |                               |              |              |
| 3 ott.      | -           | Le Locle-Etoile (II)          | 0-0          | 20 nov.      |
| 3 ott.      | 1-0         | La Chaux-de-Fonds (II)-Floria | 0-1          | 20 nov.      |

| andata (1ª) | andata (1ª) | 1ª giornata                        | ritorno (4ª) | ritorno (4ª) |
|             |             |                                    |              |              |
| 25 set.     | 2-5         | Floria-Le Locle                    | 4-1          | 19 mar.      |
| ?.          | 1-2         | Etoile (II)-La Chaux-de-Fonds (II) | 4-3          | 11 dic.      |

| andata (2ª) | andata (2ª) | 2ª giornata                   | ritorno (5ª) | ritorno (5ª) |
|             |             |                               |              |              |
| 3 ott.      | -           | Le Locle-Etoile (II)          | 0-0          | 20 nov.      |
| 3 ott.      | 1-0         | La Chaux-de-Fonds (II)-Floria | 0-1          | 20 nov.      |

| \| andata (3ª) \| andata (3ª) \| 3ª giornata \| ritorno (6ª) \| ritorno (6ª) \| \| \| \| \| \| \| \| 9 ott. \| 1-3 \| Floria -Etoile (II) \| 1-3 \| 6 nov. \| \| 9 ott. \| 1-2 \| Le Locle-La Chaux-de-Fonds \| 0-1 \| 27 nov. \| |             |                            |              |              |
| andata (3ª) | andata (3ª) | 3ª giornata                | ritorno (6ª) | ritorno (6ª) |
| |             |                            |              |              |
| 9 ott. | 1-3         | Floria -Etoile (II)        | 1-3          | 6 nov.       |
| 9 ott. | 1-2         | Le Locle-La Chaux-de-Fonds | 0-1          | 27 nov.      |

| andata (3ª) | andata (3ª) | 3ª giornata                | ritorno (6ª) | ritorno (6ª) |
|             |             |                            |              |              |
| 9 ott.      | 1-3         | Floria -Etoile (II)        | 1-3          | 6 nov.       |
| 9 ott.      | 1-2         | Le Locle-La Chaux-de-Fonds | 0-1          | 27 nov.      |

## Finale gruppi Ovest 1, 2 e 3
- S'incontrano le tre squadre vincenti i rispettivi gironi.

|                      | Risultato |                      | Luogo e data             |  |
| -------------------- | --------- | -------------------- | ------------------------ |  |
| Forward Morges       | 0 - 0     | Servette (II)        | Losanna, 23 aprile 1922  |  |
| Servette (II)        | 1 - 1     | Étoile-Sporting (II) | Friborgo, 14 maggio 1922 |  |
| Étoile-Sporting (II) | 2 - 2     | Forward Morges       | Losanna, 21 maggio 1922  |  |
|                      |           |                      |                          |  |

- Tutte e tre le partite sono terminate in paritá. È necessario un'ulteriore spareggio.

|                | Risultato |                      | Luogo e data             |  |
| -------------- | --------- | -------------------- | ------------------------ |  |
| Forward Morges | 1 - 1     | Servette (II)        | Ginevra, 25 maggio 1922  |  |
| Servette (II)  | 3 - 0     | Étoile-Sporting (II) | Friborgo, 28 maggio 1922 |  |
|                |           |                      |                          |  |

- L'Etoile Sporting (II) viene eliminato.
- Spareggio tra Forward Morges e Servette

|                | Risultato  |               | Luogo e data           |  |
| -------------- | ---------- | ------------- | ---------------------- |  |
| Forward Morges | 2 - 2(aet) | Servette (II) | Yverdon, 4 giugno 1922 |  |
|                |            |               |                        |  |

- Secondo ulteriore spareggio

|                | Risultato |               | Luogo e data          |  |
| -------------- | --------- | ------------- | --------------------- |  |
| Forward Morges | 1 - 0     | Servette (II) | Vevey, 11 giugno 1922 |  |
|                |           |               |                       |  |

## Squadre partecipanti
| Club        | Stagione | Città  | Stadio          | Stagione 1920-1921             |
| ----------- | -------- | ------ | --------------- | ------------------------------ |
| Bienne (II) | dettagli | Bienna | Stadion Neufeld | 6º posto del Gruppo Centrale 2 |

### Classifica finale
|  | Pos. | Squadra     | Pt | G | V | N | P | GF | GS | DR |
|  | ---- | ----------- | -- | - | - | - | - | -- | -- | -- |
|  | 1.   | Bienne (II) |    |   |   |   |   |    |    | +  |

Legenda:

      Ammesso alla finale per la promozione in Serie A 1923-1924.
      Retrocesso in Serie B 1923-1924.
Note:

Due punti a vittoria, uno a pareggio, zero a sconfitta.

## Squadre partecipanti
| Club            | Stagione | Città  | Stadio | Stagione 1920-1921             |
| --------------- | -------- | ------ | ------ | ------------------------------ |
| Young Boys (II) | dettagli | Bienna | ...    | 6º posto del Gruppo Centrale 2 |

### Classifica finale
|  | Pos. | Squadra         | Pt | G | V | N | P | GF | GS | DR |
|  | ---- | --------------- | -- | - | - | - | - | -- | -- | -- |
|  | 1.   | Young Boys (II) |    |   |   |   |   |    |    | +  |

Legenda:

      Ammesso alla finale per la promozione in Serie A 1923-1924.
      Retrocesso in Serie B 1923-1924.
Note:

Due punti a vittoria, uno a pareggio, zero a sconfitta.

## Squadre partecipanti
| Club              | Stagione | Città   | Stadio | Stagione precedente            |
| ----------------- | -------- | ------- | ------ | ------------------------------ |
| Concordia Basilea | dettagli | Basilea | ...    | 6º posto del Gruppo Centrale 3 |

### Classifica finale
|  | Pos. | Squadra           | Pt | G | V | N | P | GF | GS | DR |
|  | ---- | ----------------- | -- | - | - | - | - | -- | -- | -- |
|  | 1.   | Concordia Basilea |    |   |   |   |   |    |    | +  |

Legenda:

      Ammesso alla finale per la promozione in Serie A 1923-1924.
      Retrocesso in Serie B 1923-1924.
Note:

Due punti a vittoria, uno a pareggio, zero a sconfitta.

## Finale gruppi centrali 1, 2 e 3
- S'incontrano le tre squadre vincenti i rispettivi gironi.

|                   | Risultato |                 | Luogo e data          |  |
| ----------------- | --------- | --------------- | --------------------- |  |
| Bienne            | 0 - 0     | Young Boys (II) | Olten, 23 aprile 1922 |  |
| Concordia Basilea | 6 - 1     | Bienne (II)     | Olten, 30 aprile 1922 |  |
| Concordia Basilea | 2 - 0     | Young Boys (II) | Olten, 7 maggio 1922  |  |
|                   |           |                 |                       |  |

## Squadre partecipanti
| Club            | Stagione | Città | Stadio | Stagione 1920-1921                               |
| --------------- | -------- | ----- | ------ | ------------------------------------------------ |
| Arbon           | dettagli | Arbon |        | ?º posto del Gruppo Est 1.3                      |
| Template:Calcio | dettagli | ...   |        | ?º posto del Gruppo Est 1.3                      |
| Template:Calcio | dettagli | ...   | ...    | 1º posto del Gruppo Est 1.4 di Serie B 1920-1921 |

### Classifica finale
|  | Pos. | Squadra | Pt | G | V | N | P | GF | GS | DR |
|  | ---- | ------- | -- | - | - | - | - | -- | -- | -- |
|  | 1.   | Arbon   |    |   |   |   |   |    |    | +  |

Legenda:

      Ammesso alla finale per la promozione in Serie A 1923-1924.
      Retrocesso in Serie B 1923-1924.
Note:

Due punti a vittoria, uno a pareggio, zero a sconfitta.

## Squadre partecipanti
| Club             | Stagione | Città      | Stadio        | Stagione 1920-1921                     |
| ---------------- | -------- | ---------- | ------------- | -------------------------------------- |
| Frauenfeld       | dettagli | Frauenfeld |               | 4º posto del Gruppo Est 2.1 di Serie B |
| Oberwinterthur   | dettagli | Winterthur |               | 4º posto del Gruppo Est 2.3 di Serie B |
| Sparta Sciaffusa | dettagli | Sciaffusa  |               | 2º posto del Gruppo Est 2.3 di Serie B |
| Töss             | dettagli | Töss       |               | 3º posto del Gruppo Est 2.3 di Serie B |
| Wil              | dettagli | Wil        |               | 1º posto del Gruppo Est 2.2 di Serie B |
| Winterthur (II)  | dettagli | Winterthur | Schützenwiese | 6º posto del Gruppo Est 2.3 di Serie B |

### Classifica finale
|  | Pos. | Squadra          | Pt | G  | V | N | P | GF | GS | DR  |
|  | ---- | ---------------- | -- | -- | - | - | - | -- | -- | --- |
|  | 1.   | Sparta Sciaffusa | 22 | 12 |   |   |   | 36 | 7  | +29 |
|  | 2.   | Veltheim         | 20 | 12 |   |   |   | 35 | 12 | +13 |
|  | 3.   | Oberwinterthur   | 13 | 12 |   |   |   | 24 | 18 | +6  |
|  | 4.   | Winterthur (II)  | 12 | 12 |   |   |   | 17 | 14 | +3  |
|  | 5.   | Wil              | 8  | 12 |   |   |   | 9  | 22 | -13 |
|  | 6.   | Töss             | 6  | 12 |   |   |   | 24 | 30 | -6  |
|  | 7.   | Frauenfeld       | 3  | 12 |   |   |   | 10 | 52 | -42 |

Legenda:

      Ammesso alla finale per la promozione in Serie A 1923-1924.
      Retrocesso in Serie B 1923-1924.
Note:

Due punti a vittoria, uno a pareggio, zero a sconfitta.

## Finale gruppi est 1.1 e 1.2
S'incontrarono le due squadre vincenti i rispettivi gironi.
|                  | Risultato |       | Luogo e data               |  |
| ---------------- | --------- | ----- | -------------------------- |  |
| Sparta Sciaffusa | 6 - 0     | Arbon | Frauenfeld, 30 aprile 1922 |  |
|                  |           |       |                            |  |

## Squadre partecipanti
| Club            | Stagione | Città   | Stadio | Stagione 1920-1921                               |
| --------------- | -------- | ------- | ------ | ------------------------------------------------ |
| Thalwil         | dettagli | Thalwil |        | ?º posto del Gruppo Est 1.3                      |
| Template:Calcio | dettagli | ...     |        | ?º posto del Gruppo Est 1.3                      |
| Template:Calcio | dettagli | ...     | ...    | 1º posto del Gruppo Est 1.4 di Serie B 1920-1921 |

### Classifica finale
|  | Pos. | Squadra | Pt | G | V | N | P | GF | GS | DR |
|  | ---- | ------- | -- | - | - | - | - | -- | -- | -- |
|  | 1.   | Thalwil |    |   |   |   |   |    |    | +  |

Legenda:

      Ammesso alla finale per la promozione in Serie A 1923-1924.
      Retrocesso in Serie B 1923-1924.
Note:

Due punti a vittoria, uno a pareggio, zero a sconfitta.

## Gruppo Est 2.2

### Classifica finale
|  | Pos. | Squadra | Pt | G | V | N | P | GF | GS | DR |
|  | ---- | ------- | -- | - | - | - | - | -- | -- | -- |
|  | 1.   | Olten   |    |   |   |   |   |    |    | +  |

Legenda:

      Ammesso alla finale per la promozione in Serie A 1923-1924.
      Retrocesso in Serie B 1923-1924.
Note:

Due punti a vittoria, uno a pareggio, zero a sconfitta.

## Squadre partecipanti
| Club       | Stagione | Città      | Stadio                        | Stagione 1920-1921        |
| ---------- | -------- | ---------- | ----------------------------- | ------------------------- |
| Bellinzona | dettagli | Bellinzona | Campo Sportivo alla Colombaia | 3º posto del Gruppo Est 3 |
| Locarno    | dettagli | Locarno    |                               | 3º posto del Gruppo Est 3 |
| Lugano     | dettagli | Lugano     | Campo Marzio                  | 3º posto del Gruppo Est 3 |
| Mendrisio  | dettagli | Mendrisio  |                               | 3º posto del Gruppo Est 3 |

### Classifica finale
|  | Pos. | Squadra    | Pt | G | V | N | P | GF | GS | DR  |
|  | ---- | ---------- | -- | - | - | - | - | -- | -- | --- |
|  | 1.   | Lugano     | 10 | 6 | 5 | 0 | 1 | 17 | 1  | +16 |
|  | 2.   | Bellinzona |    | 6 |   |   |   |    |    | -   |
|  | 3.   | Mendrisio  |    | 6 |   |   |   |    |    | +   |
|  | 4.   | Locarno    |    | 6 |   |   |   | -  | -  | -   |

Legenda:

      Ammesso alla finale per la promozione in Serie A 1923-1924.
      Retrocesso in Serie B 1923-1924.
Note:

Due punti a vittoria, uno a pareggio, zero a sconfitta.

## Risultati

### Calendario
| andata (1ª) | andata (1ª) | 1ª giornata       | ritorno (6ª) | ritorno (6ª) |
|             |             |                   |              |              |
| 2 ott.      | 0-3         | Bellinzona-Lugano | 1-5          | 11 dic.      |
| 2 ott.      | 3-1         | Mendrisio-Locarno | -            | 11 dic.      |

| andata (2ª) | andata (2ª) | 2ª giornata        | ritorno (7ª) | ritorno (7ª) |
|             |             |                    |              |              |
| 9 ott.      | 0-0         | Locarno-Bellinzona | 2-0          | 4 dic.       |
| 9 ott.      | 3-0         | Lugano-Mendrisio   | 0-1          | 4 dic.       |

| andata (1ª) | andata (1ª) | 1ª giornata       | ritorno (6ª) | ritorno (6ª) |
|             |             |                   |              |              |
| 2 ott.      | 0-3         | Bellinzona-Lugano | 1-5          | 11 dic.      |
| 2 ott.      | 3-1         | Mendrisio-Locarno | -            | 11 dic.      |

| andata (2ª) | andata (2ª) | 2ª giornata        | ritorno (7ª) | ritorno (7ª) |
|             |             |                    |              |              |
| 9 ott.      | 0-0         | Locarno-Bellinzona | 2-0          | 4 dic.       |
| 9 ott.      | 3-0         | Lugano-Mendrisio   | 0-1          | 4 dic.       |

| \| andata (3ª) \| andata (3ª) \| 3ª giornata \| ritorno (6ª) \| ritorno (6ª) \| \| \| \| \| \| \| \| 23 ott. \| 2-1 \| Bellinzona-Mendrisio \| - \| 18 dic. \| \| 23 ott. \| 4-0 \| Lugano-Locarno \| 2-0 \| 18 dic. \| |             |                      |              |              |
| andata (3ª) | andata (3ª) | 3ª giornata          | ritorno (6ª) | ritorno (6ª) |
| |             |                      |              |              |
| 23 ott. | 2-1         | Bellinzona-Mendrisio | -            | 18 dic.      |
| 23 ott. | 4-0         | Lugano-Locarno       | 2-0          | 18 dic.      |

| andata (3ª) | andata (3ª) | 3ª giornata          | ritorno (6ª) | ritorno (6ª) |
|             |             |                      |              |              |
| 23 ott.     | 2-1         | Bellinzona-Mendrisio | -            | 18 dic.      |
| 23 ott.     | 4-0         | Lugano-Locarno       | 2-0          | 18 dic.      |

## Finale gruppi est 2.1 e 2.2
S'incontrarono le tre squadre vincenti i rispettivi gironi.
|        | Risultato |         | Luogo e data               |  |
| ------ | --------- | ------- | -------------------------- |  |
| Lugano | 5 - 0     | Thalwil | Lucerna, 23 aprile 1922    |  |
| Lugano | 2 - 0     | Olten   | Bellinzona, 30 aprile 1922 |  |
|        |           |         |                            |  |

## Finale gruppi est
- S'incontrarono le due squadre vincenti gli spareggi tra le vincitrici dei gironi.

|        | Risultato |                  | Luogo e data          |  |
| ------ | --------- | ---------------- | --------------------- |  |
| Lugano | 1 - 0     | Sparta Sciaffusa | Zurigo, 7 maggio 1922 |  |
|        |           |                  |                       |  |

## Fase finale
- S'incontrano le tre squadre vincenti gli spareggi regionali.
- Si disputa un solo incontro in quanto il Lugano si è ritirato.

|                   | Risultati |                | Luogo e data          |  |
| ----------------- | --------- | -------------- | --------------------- |  |
| Concordia Basilea | 4 - 2     | Forward Morges | Berna, 18 giugno 1922 |  |
|                   |           |                |                       |  |

## Verdetti
- FC Concordia Basilea è Campione Svizzero di Serie B 1921-1922.